# Breiðablik (femenino)
El equipo de fútbol femenino de Breiðablik es la sección femenina de dicho deporte del club deportivo Breiðablik UBK, de la ciudad de Kópavogur, Islandia. Juega en la Úrvalsdeild kvenna, primera división del fútbol femenino en el país. Disputa sus encuentro de local en el estadio Kópavogsvöllur.
El club logró el segundo lugar de la liga en 2017, y fue campeón en 2018.

## Historia
Es uno de los equipos de fútbol femenino más laureados del país, tanto a nivel de liga, copas y campeonatos juveniles.
Fue el primer equipo femenino de Islandia en clasificar a la primera Copa Femenina de la UEFA, sin embargo por problemas financieros no pudo asistir y fue remplazado por el KR Reykjavik, aunque debutó en la versión del 2002-03 del año siguiente.
El 17 de agosto de 2018, el Breiðablik ganó la Copa de Islandia por 12ª vez. Ese mismo año, el 17 de septiembre ganó la Liga de Islandia por séptima vez.

## Palmarés
| Competición nacional              | Títulos | Subcampeonatos                                                   |
| --------------------------------- | --- | ---------------------------------------------------------------- |
| Primera división (19/11)          | 1977, 1979, 1980, 1981, 1982, 1983, 1990, 1991, 1992, 1994, 1995, 1996, 2000, 2001, 2005, 2015, 2018, 2020, 2024 | 1976, 1978, 1985, 1986, 1993, 1997, 1999, 2002, 2006, 2009, 2014 |
| Segunda división (1/0)            | 1988 |                                                                  |
| Copa de Islandia (12/6)           | 1981, 1982, 1983, 1994, 1996, 1997, 1998, 2000, 2005, 2006, 2016, 2018                                           | 1986, 1992, 1999, 2001, 2006, 2009                               |
| Copa de la Liga de Islandia (6/5) | 1996, 1997, 1998, 2001, 2006, 2012                                                                               | 2003, 2014, 2015, 2016, 2017                                     |